# Arrondissement Saint-Malo
Saint-Malo is een arrondissement van het Franse departement Ille-et-Vilaine in de regio Bretagne. De onderprefectuur is Saint-Malo.

## Kantons
Het arrondissement was tot 2014 samengesteld uit de volgende kantons:
- Kanton Cancale
- Kanton Châteauneuf-d'Ille-et-Vilaine
- Kanton Combourg
- Kanton Dinard
- Kanton Dol-de-Bretagne
- Kanton Pleine-Fougères
- Kanton Saint-Malo-Nord
- Kanton Saint-Malo-Sud
- Kanton Tinténiac

Na de herindeling van de kantons bij decreet van 18 februari 2014, met uitwerking op 22 maart 2015, omvat het volgende kantons : 
- Kanton Combourg
- Kanton Dol-de-Bretagne
- Kanton Saint-Malo-1
- Kanton Saint-Malo-2